# 금사역
금사역(Geumsa station, 錦絲驛)은 대한민국 부산광역시 금정구 금사회동동에 있는 부산 도시철도 4호선의 전철역이다.

## 역사
- 2003년 12월 3일(수요일) : 부산 도시철도 3호선 미남역~안평역 구간 착공
- 2009년 11월 11일(수요일) : 부산 도시철도 3호선 미남역~안평역 구간에서 부산 도시철도 4호선으로 분리
- 2011년 3월 30일(수요일) : 부산 도시철도 4호선 미남역~안평역 구간 개통과 함께 영업 개시

## 역 구조
출입구는 4개다.

### 승강장
1면 2선의 섬식 승강장을 갖춘 지하역이며, 완전밀폐형 스크린도어가 설치되어 있다.
| 서동 ↑           |
| 하상 \|          |
| ↓ 반여농산물시장 |

| 상행 | ● 부산 도시철도 4호선 | 충렬사·수안·동래·미남 방면         |
| 하행 | ● 부산 도시철도 4호선 | 반여농산물시장·석대·고촌·안평 방면 |

## 역 주변
- 금사동
- 금사요양병원
- 금사대우아파트
- 반여우신아파트
- 반여4동행정복지센터
- 금정구 종합사회복지관
- 서금지구대
- 삼어초등학교
- 반여농산물도매시장 방면

## 승차량 변동
| 노선  | 승차 인원 | 승차 인원 | 승차 인원 | 승차 인원 | 승차 인원 | 승차 인원 | 주 석 |
| 노선  | 2011년    | 2012년    | 2013년    | 2014년    | 2015년    | 2016년    | 주 석 |
| ----- | --------- | --------- | --------- | --------- | --------- | --------- | ----- |
| 4호선 | 1403      | 1504      | 1580      | 1680      | 1797      | ?         | [ 1 ] |

## 인접한 역
| 부산 도시철도 4호선 | 부산 도시철도 4호선   | 부산 도시철도 4호선          |
| ------------------- | --------------------- | ---------------------------- |
| 407 서동 미남 방면  | ● 부산 도시철도 4호선 | 409 반여농산물시장 안평 방면 |